# 日笠世志久
日笠 世志久（ひがさ よしひさ、1928年3月14日 - 2001年3月2日）は、日本の演出家、日中演劇交流活動家。

## 生涯
朝鮮慶尚南道釜山府草梁町鉄道宿舎で生まれる。本名、日笠山慶尚（ひがさやま・よしひさ）。本名の慶尚は出生地にちなむ。以後、1945年3月旧制中学卒業まで朝鮮で過ごす。
1945年4月旧制山口高等学校に入学。軍国少年であったが、日本敗戦後は一転して唯物論研究に打ち込む。また、学生演劇活動にも参加する。1948年日本共産党入党。同年、学生ストライキ指導で山口高校を退学処分になる。
1949年、山口演劇研究所を諸井條次と設立。1952年劇団はぐるま座を諸井條次らと設立、幹事長となる。以後、1970年代まで座付き演出家として、はぐるま座上演演目の大半を演出。
1956年、恭子夫人と結婚。
1966年、日本共産党と中国共産党の決裂、文化大革命開始にあたり、文革支持を鮮明にする。まもなく、日本共産党（左派）に参加。
1977年、前年の文革終結を受け、日本共産党（左派）と決裂。はぐるま座退団。恭子夫人がくも膜下出血で倒れ、以後献身的に介護。
1979年12月、日中演劇交流話劇人社設立。日中演劇交流につくす。
1997年5月、地域アマチュア劇団、調布市民演劇センター創立、代表となる。
2001年3月2日、くも膜下出血で逝去。

## 著書
『中国の演劇・文革以後』(岩田直二、諸井條次との共編著)　田畑書店　1979年8月